# Stemwede
Stemwede is een gemeente in de Duitse deelstaat Noordrijn-Westfalen, gelegen in de Kreis Minden-Lübbecke. Stemwede telt 13.046 inwoners (31 december 2020) op een oppervlakte van 166,13 km².
Het inwonertal van de gemeente per 30 juni 2019 is in totaal 13.046 .

## Indeling van de gemeente

Indeling van Stemwede

Op 1 januari 1973 werden in het kader van een gemeentelijke herindeling de voormalige Ämter Dielingen-Wehdem en Levern tot de gemeente Stemwede samengevoegd; het bestuur daarvan bevindt zich in Levern. Het  gebied van de gemeente Stemwede is krachtens de hoofdgemeenteverordening in drie districten (Bezirke) en in totaal 13 dorpen (Ortschaften) onderverdeeld:
- Bezirk Levern met de Ortschaften Levern, Sundern , Niedermehnen, Destel en Twiehausen;
- Bezirk Dielingen met de Ortschaften Drohne[3], Dielingen, Haldem en  Arrenkamp;
- Bezirk Wehdem met de Ortschaften Westrup, Wehdem, Oppendorf Oppenwehe.

Zodoende is er geen dorp dat Stemwede heet.
| Ortsteil                           | Aantal inwoners | Oppervlakte |  |
| ---------------------------------- | --------------- | ----------- |  |
| Levern                             | 2.250           | 10,93 km²   |  |
| Sundern                            | 300             | 8,68 km²    |  |
| Niedermehnen                       | 590             | 13,05 km²   |  |
| Destel                             | 600             | 8,70 km²    |  |
| Twiehausen                         | 550             | 16,17 km²   |  |
| Subtotaal:Bezirk Levern            | 4.290           | 57,53 km²   |  |
| Drohne                             | 500             | 11,14 km²   |  |
| Dielingen                          | 2.150           | 7,82 km²    |  |
| Haldem                             | 1.850           | 18,94 km²   |  |
| Arrenkamp                          | 280             | 5,52 km²    |  |
| Subtotaal:Bezirk Dielingen         | 4.780           | 43,42 km²   |  |
| Westrup                            | 580             | 6,21 km²    |  |
| Wehdem                             | 1.750           | 13,07 km²   |  |
| Oppendorf                          | 850             | 17,99 km²   |  |
| Oppenwehe                          | 2.250           | 27,90 km²   |  |
| Subtotaal:Bezirk Wehdem            | 5.430           | 65,17 km²   |  |
| Totaal generaal, gemeente Stemwede | 14.500          | 166,13 km²  |  |

Het aantal inwoners in deze tabel is een schatting uit de jaren tachtig van de 20e eeuw. Het is weergegeven, om een verdeling van de bevolking over, en zo het relatieve belang van de diverse dorpen binnen Stemwede weer te geven. Openbaar toegankelijke bevolkingsstatistieken per dorp worden sinds 1973 niet meer bijgehouden.
Het totale inwonertal van de gemeente per 30 juni 2019 is in werkelijkheid 13.046..  Het bevolkingscijfer van de gemeente vertoont al sinds 1975 een licht dalende tendens.

## Ligging, verkeer, vervoer
De gemeente ligt in het noorden van Noordrijn-Westfalen, tegen de grens met de deelstaat Nedersaksen aan. Het Naturpark Dümmer beslaat een deel van Stemwede. Het Dümmer meer ligt 10 km ten noordwesten van het dorp Wehdem. Circa 10–15 km ten zuiden van de gemeente strekt zich het Wiehengebergte uit. De gemeente zelf is vlak (40 à 55 m boven zeeniveau) met landbouw-, heide- en aan het eind van het Pleistoceen ontstane  hoogveengebieden, als in de provincie Drenthe in Nederland, met uitzondering van een bij de Scharfe Berg tot 180 m hoge heuvelrug in het noordwesten, de Stemweder Berg. Deze heuvelrug is in het Boven-Krijt, 66 à 90 miljoen jaar geleden, ontstaan. Veel hoogveen is ontwaterd door middel van kanalen en brede sloten, zodat landbouwgrond kon worden gecreëerd. Voor de scheepvaart bruikbare wateren zijn in de gemeente niet aanwezig. De 20 km lange gekanaliseerde beek Großer Dieckfluss is van enig belang voor de waterhuishouding.

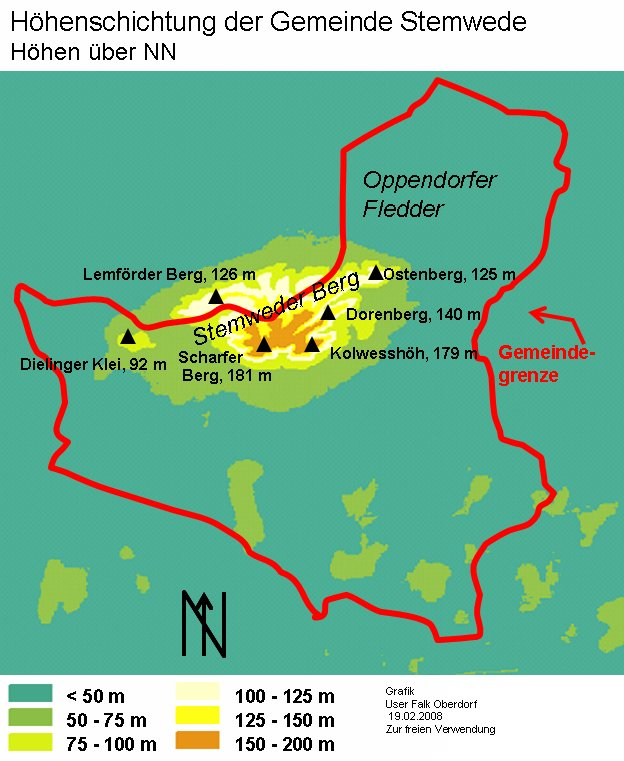
Hoogtekaart: de Stemweder Berg steekt opvallend boven het laagland uit. De rode lijn is de gemeentegrens.

### Buurgemeenten
Stemwede grenst in het oosten aan Rahden en Espelkamp ,in het zuiden aan Preußisch Oldendorf (alle Kreis Minden-Lübbecke). In het westen en noorden grenst Stemwede in de richting van de wijzers van de klok aan de volgende gemeenten in Nedersaksen: 
- Bad Essen
- Bohmte (beide Landkreis Osnabrück)
- Lemförde, Brockum, Stemshorn en Quernheim in de  Samtgemeinde Altes Amt Lemförde
- Wagenfeld (Landkreis Diepholz).

### Wegverkeer
Stemwede is  via  de brede Landesstraße 770 (Bohmte-Espelkamp-Petershagen) verbonden met de Bundesstraße 51 aan de westrand, en met de Bundesstraße 239 aan de oostrand.

### Openbaar vervoer
De spoorlijn Bremen-Osnabrück loopt door de gemeente. Alleen in Drohne is een stationnetje, maar daar stoppen alleen goederentreinen. Het dichtstbijzijnde station, waar reizigers kunnen in- en uitstappen bevindt zich 4 km ten noorden van Dielingen, ten westen van het dorp Lemförde, Samtgemeinde Altes Amt Lemförde. Merkwaardig is, dat de gemeente Lemförde eigenaresse van het stationsgebouw is, terwijl het kadastraal ligt op de grens van de dorpen Stemshorn en Dielingen , juist binnen de gemeente Stemwede. (Noordrijn-Westfalen). Openbaar-vervoerreizigers zijn aangewezen op streekbussen naar omliggende grotere plaatsen. De meeste van deze bussen zijn bedoeld voor forensen- en scholierenvervoer, en rijden alleen op werkdagen in de spitsuren. Daarom wordt door veel inwoners de fiets als vervoermiddel gebruikt, ook voor afstanden boven 15 kilometer enkele reis.

## Economie

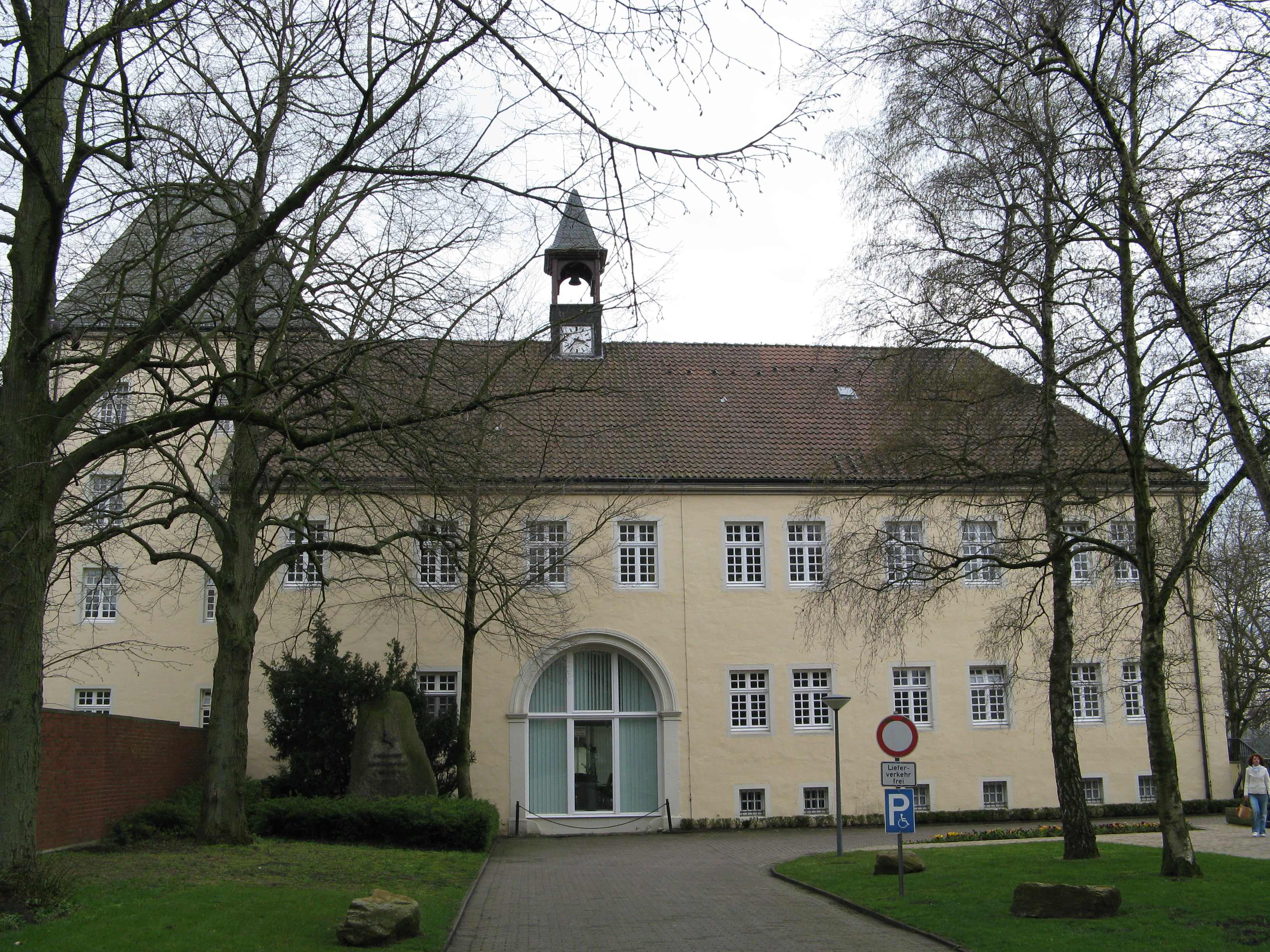
Voormalig kasteel Haldem, nu tbs-kliniek

Enkele grote industriële bedrijven hebben in de gemeente een vestiging. De grootste fabriek, met 1.900 werknemers, is van ZF Friedrichshafen en staat in Dielingen. Er worden auto-onderdelen gemaakt. ZF heeft ook zo'n fabriek juist aan de andere zijde van de deelstaatgrens in Lemförde. Verder is er ten zuidoosten van Haldem een bedrijfslocatie van een  groot, in geheel Duitsland werkzaam aannemersbedrijf. Hier werken  gemiddeld ca. 1.000 mensen. Verder heeft de producent van "keeeper"-plastic bakjes voor keukengebruik in de gemeente zijn hoofdkantoor, en een kleine fabriek.
De gemeente wordt economisch verder gekarakteriseerd door de landbouw. Veel akkerbouwers verbouwen er asperges. Daarnaast is er een aantal kleinere bedrijfsterreinen aanwezig voor midden- en kleinbedrijf van regionaal belang.
Het voormalige kasteel Haldem herbergt een gesloten instelling, waar aan drugs of alcohol verslaafde delinquenten op last van justitie moeten afkicken of onder leiding van een psychiater of psycholoog andere behandelingen ter resocialisering  (dwangverpleging) moeten ondergaan. Het is dus niet te bezichtigen.
Verder is, vanwege het natuurschoon in de omgeving, het toerisme van enig belang.

## Geschiedenis

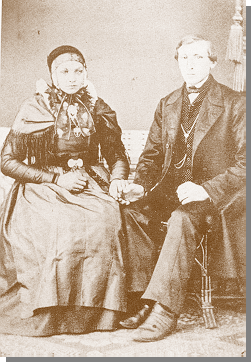
Klederdracht uit Haldem (ca. 1870)

In de middeleeuwen ontstonden de dorpen, meestal rondom een tussen 900 en 1250 gesticht kerkje, en in enkele gevallen rondom een kasteel (Haldem, 13e eeuw) of klooster. Het waren plaatsen van beperkt belang binnen het, sinds het midden van de 16e eeuw evangelisch-lutherse, Prinsbisdom Minden, na 1648 Brandenburg-Pruisen en daarna tot aan de Napoleontische tijd het Koninkrijk Pruisen.  Sinds de Reformatie zijn de christenen in de gemeente Stemwede in meerderheid evangelisch-luthers.
Nog het belangrijkste was de stichting in 1227 van het cisterciënzer nonnenklooster te Levern. Het klooster werd in 1558 door de reformatie omgevormd tot een protestants adellijk damessticht, dat in 1810 werd opgeheven. De gebouwen werden aan de evangelisch-lutherse gemeente van Levern overgedragen.
De Tweede Wereldoorlog liet het huidige Stemwede ondanks de afgelegen ligging niet ongemoeid. Het kasteel te Haldem werd door de nazi's t.b.v. de Hitlerjugend als militair trainingscentrum gebruikt. Het fraaie kasteelpark veranderde daarbij in een schietterrein en ging daardoor grotendeels verloren. In december 1943 stortte een Britse bommenwerper neer in Oppendorf, en op 4 april 1945 kwam het in Levern tot zware gevechten tussen Duitsers en geallieerden. Bij beide gebeurtenissen vielen tientallen doden en werden tientallen huizen en boerderijen verwoest.
De huidige gemeente ontstond in 1973 door samenvoeging van 13 dorpen. De naam komt van een laatmiddeleeuwse lokale heer von Stemwede, die er rechterlijke macht bezat als voorzitter van een Dingstuhl of Freistuhl (schepenbank op het platteland).
Stemwede behoort tot het dunstbevolkte gebied van de deelstaat.

## Bezienswaardigheden, toerisme
- Natuurschoon in de talrijke natuurreservaten en op de heuvelrug Steinweder Berg: er zijn diverse mogelijkheden voor wandel- en fietstochten, bijv. van het Wiehengebergte via de Stemweder Berg naar het Dümmer Meer v.v..
- De laatmiddeleeuwse dubbelkerk te Levern  bestond oorspronkelijk uit twee kerken naast elkaar, te weten één kloosterkerk voor de nonnen, en daarnaast de parochiekerk voor de dorpelingen buiten het klooster; in de vroege 19e eeuw werden zij tot één kerkgebouw samengevoegd. Ook de verdere dorpskern van Levern is schilderachtig. Er staan verscheidene fraaie, oude vakwerkhuizen.
- Verscheidene andere dorpen in de gemeente hebben ook een monumentaal, historisch interessant dorpskerkje.
- Windmolenmuseum met o.a. maalvaardige zaagmolen in een zeskante bovenkruier te Levern; ook te Oppenwehe (standerdmolen) en Destel (bovenkruier) staan nog "Hollandse" molens. De toeristische Westfälische Mühlenstraße loopt o.a. door de gemeente Stemwede.
- Duits windenergiemuseum te Oppendorf, gewijd aan de ontwikkeling van de windturbine sinds 1980
- Streekmusea te Levern (in de Oude Pastorie uit 1714) en te Wehdem
- Voor jongeren vinden jaarlijks twee openluchtfestivals van bovenregionaal belang plaats, één in Haldem en één in Wehdem; dit laatste specifiek voor fans van het genre psychedelic trance.

## Galerij

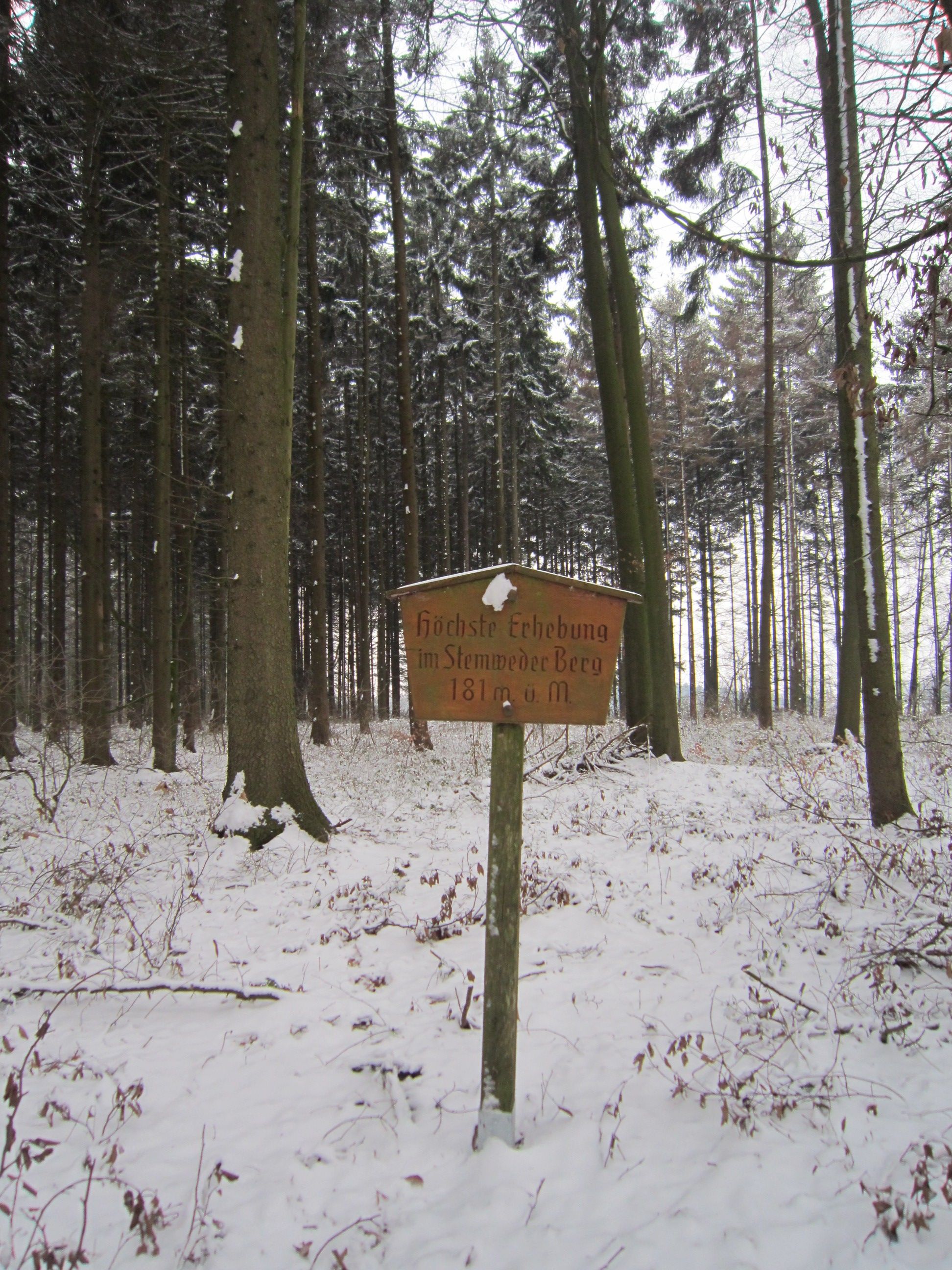
De Scharfe Berg het hoogste punt van de Stemweder Berg
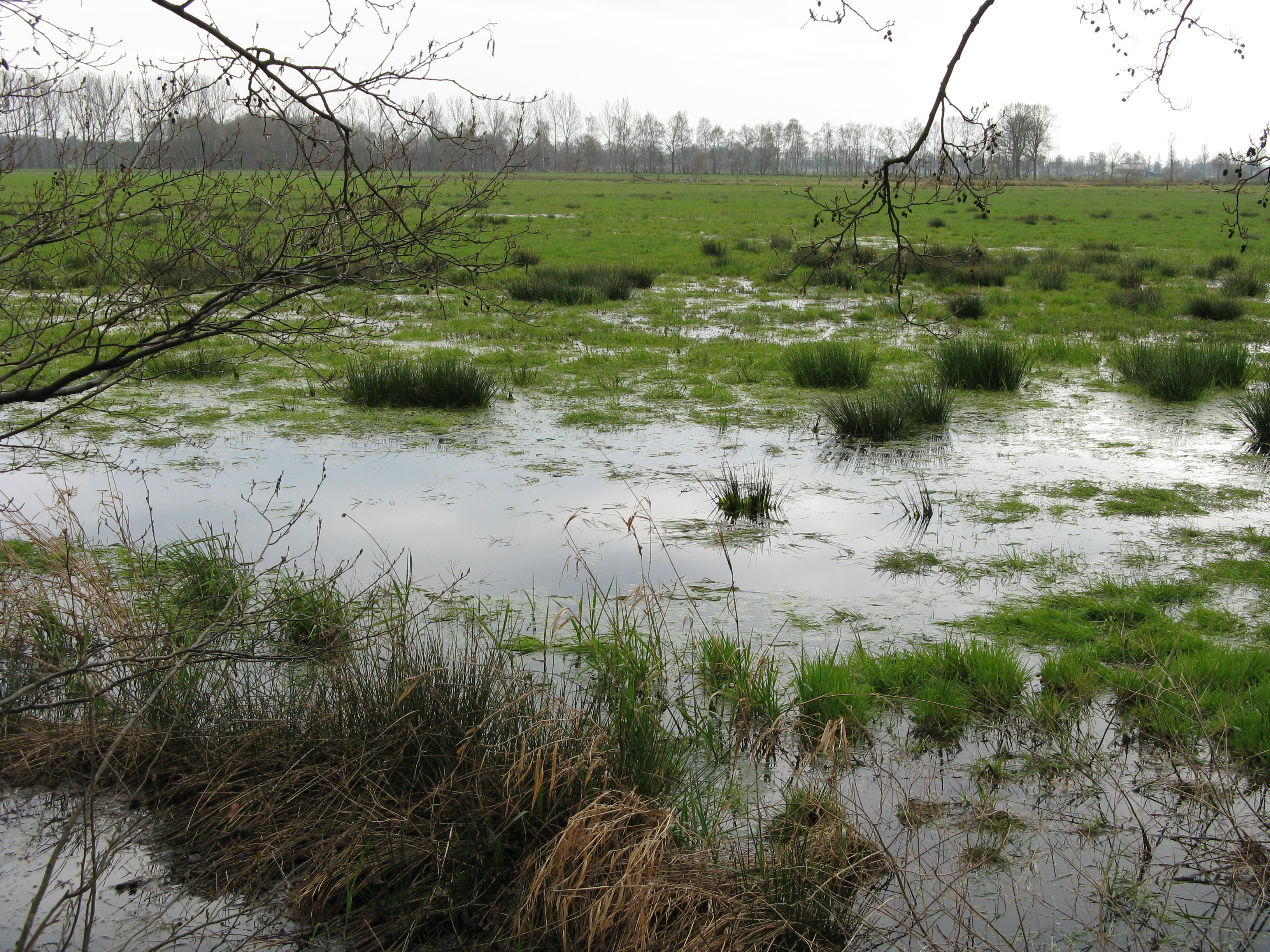
Landschap in het hoogveen Oppenweher Moor
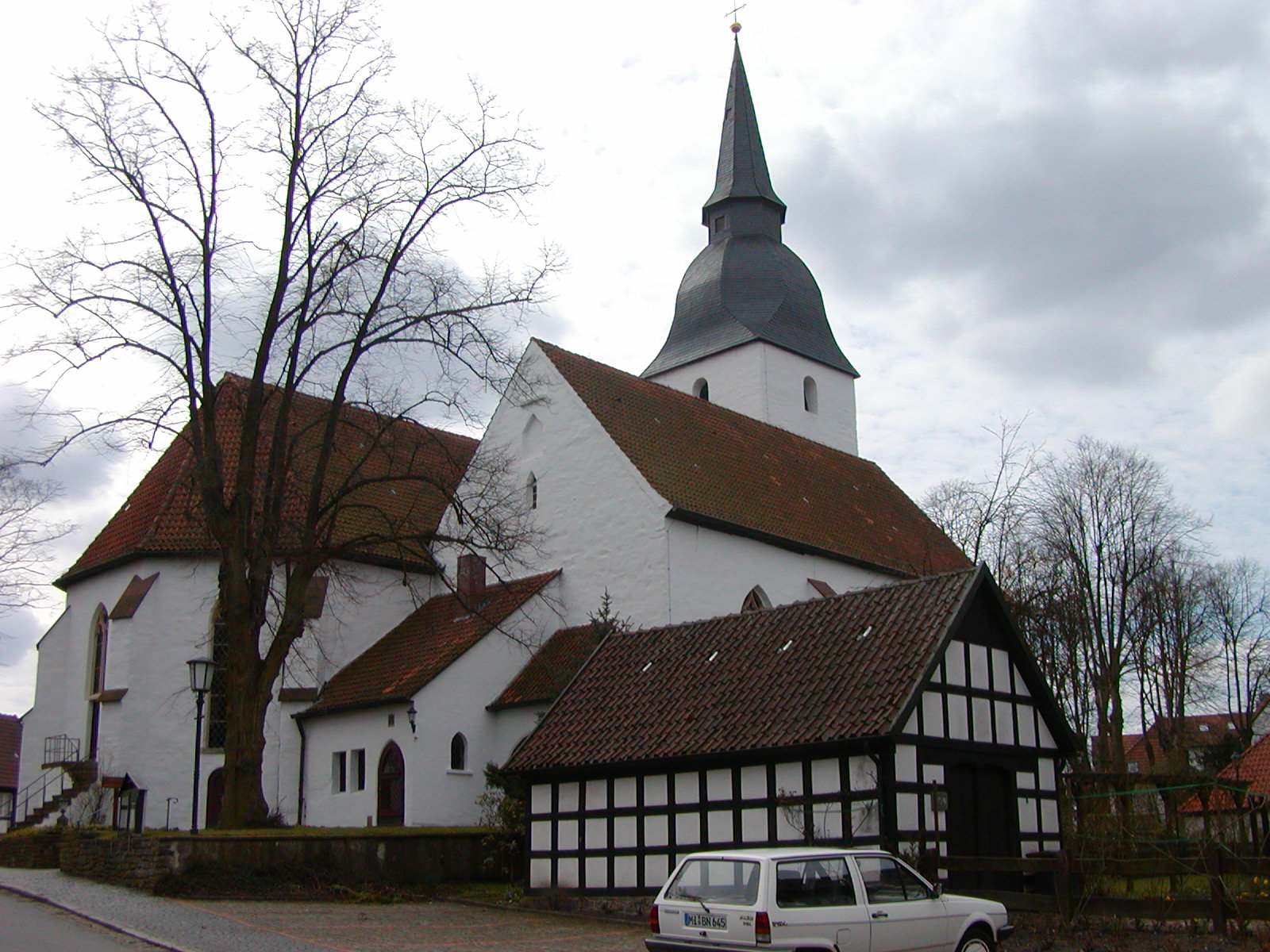
Dubbelkerk bij het klooster van Levern
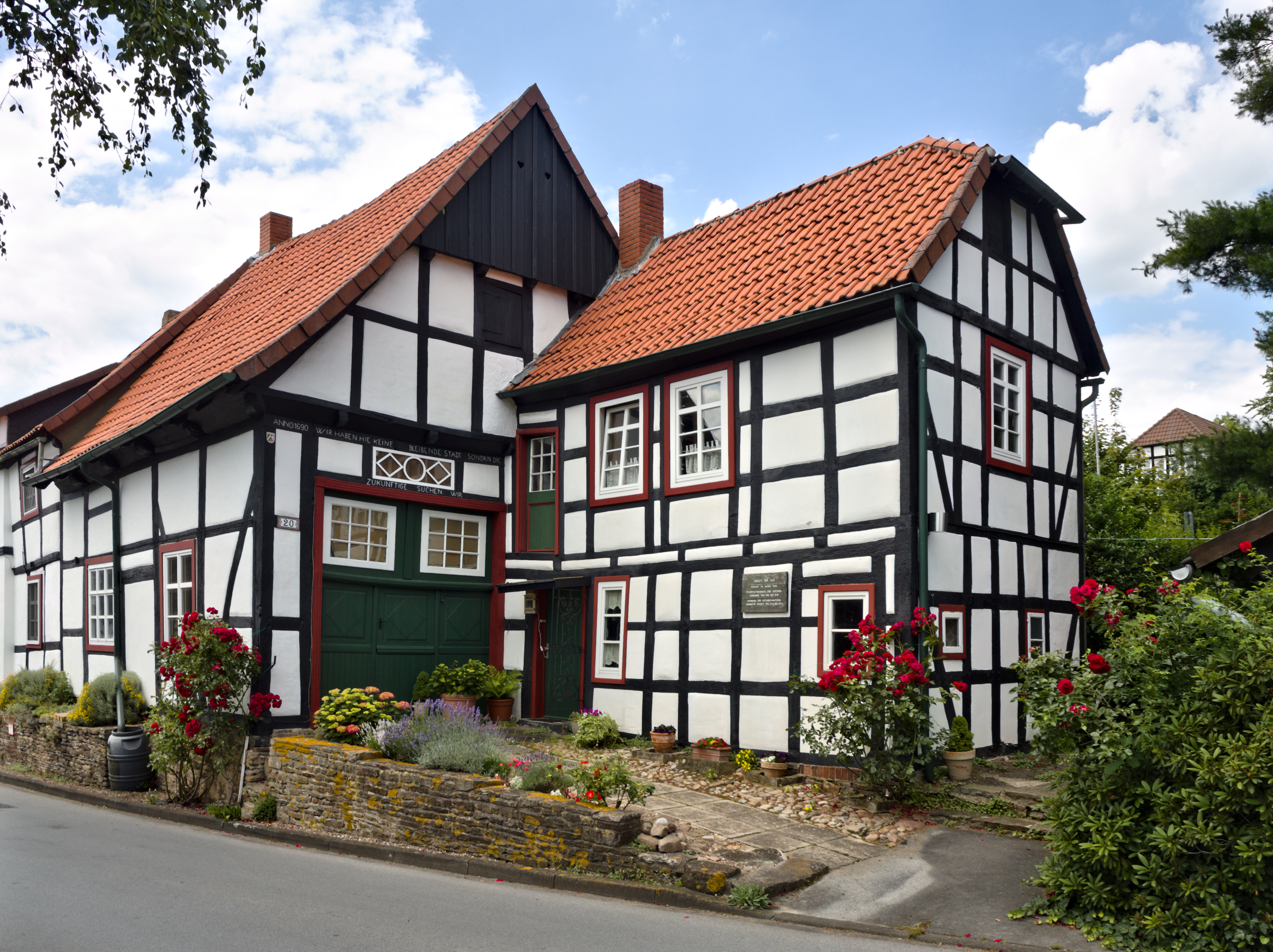
Vakwerkhuis aan de Buchhofstraße te Levern
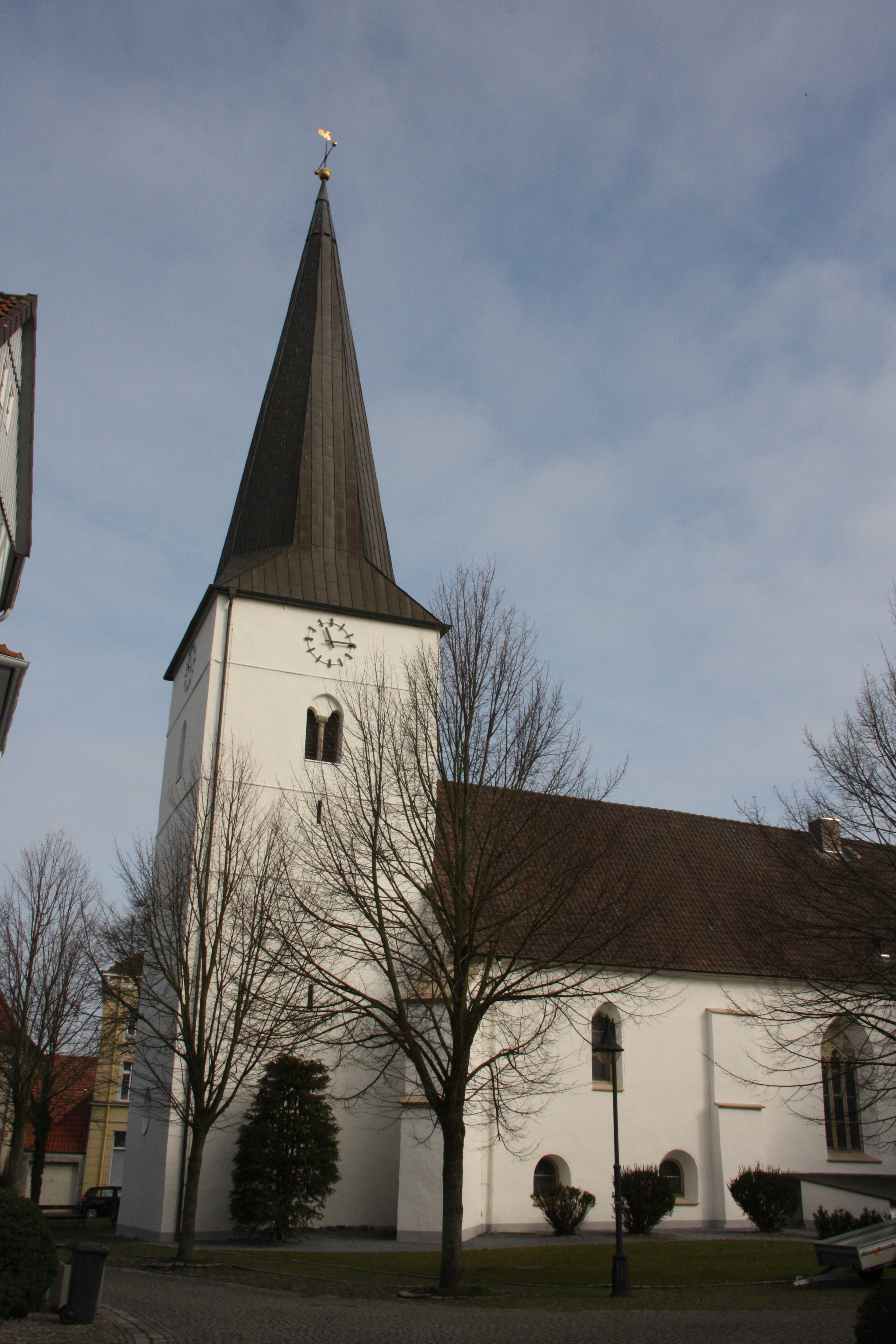
Dielingen, evang.- lutherse Mariakerk (13e eeuw)
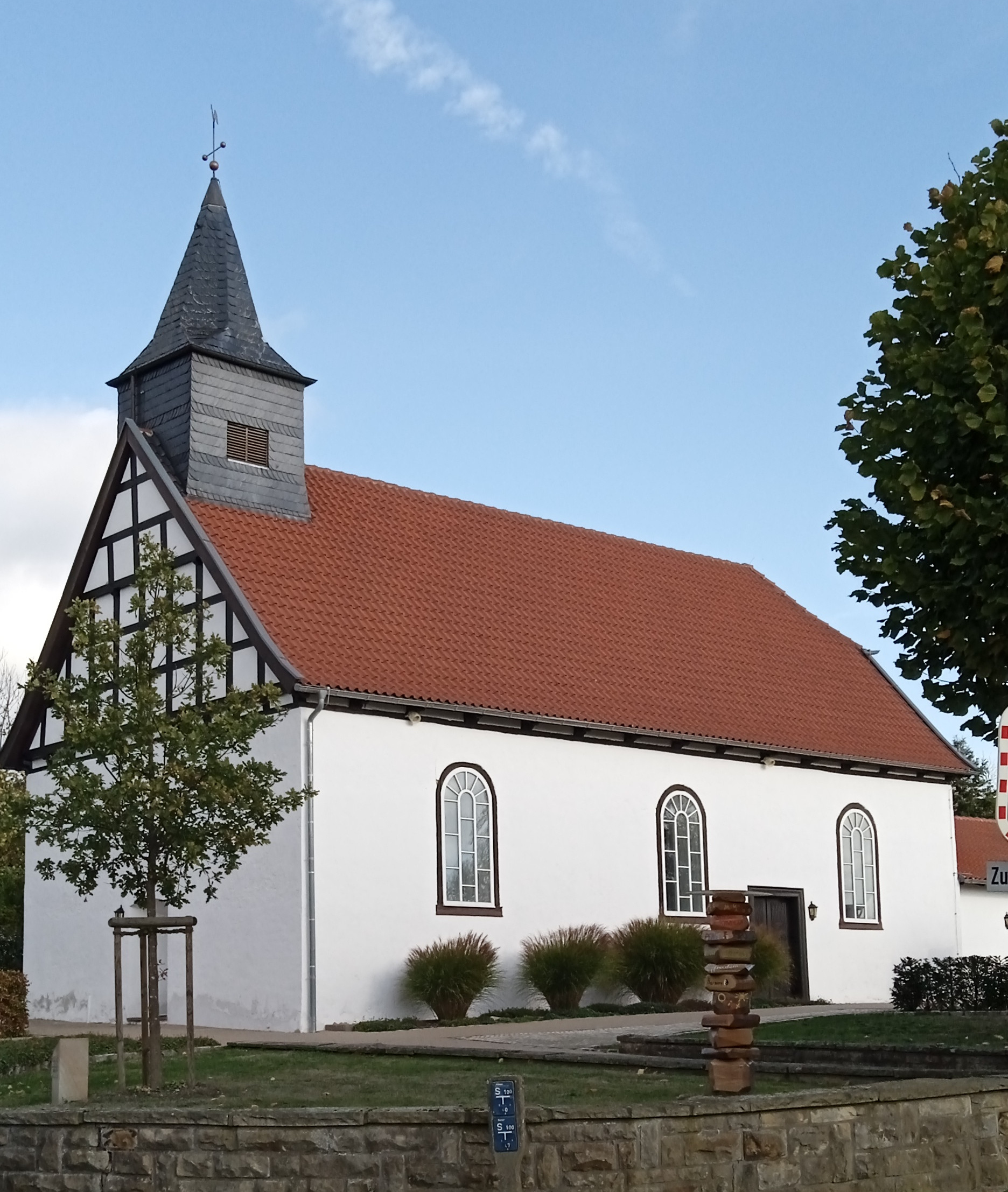
Haldem, evang.- lutherse H.Kruiskapel (15e eeuw)
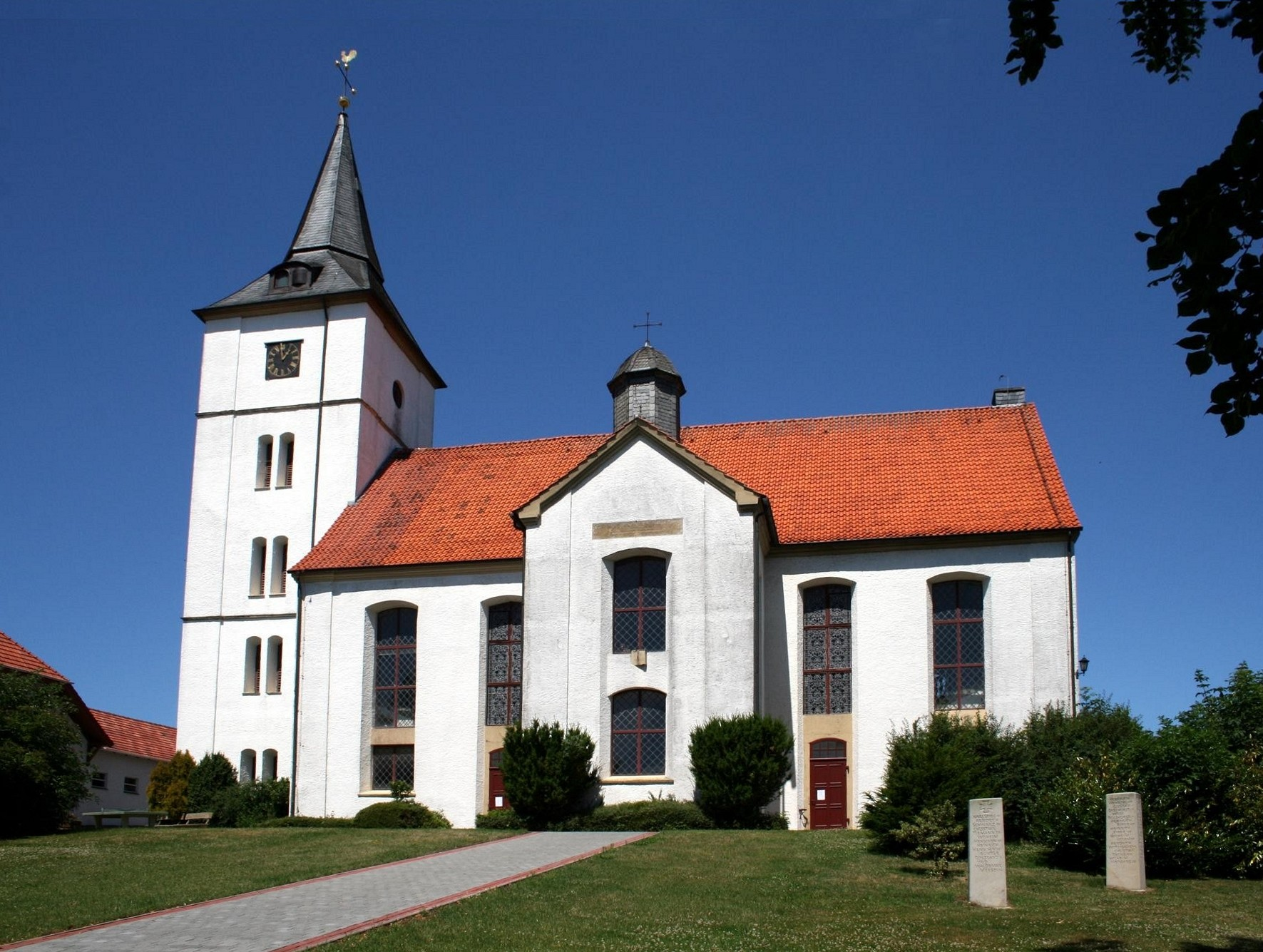
Wehdem, evang.- lutherse kerk (19e eeuw); zelden toegepast, classicistische bouwmodel met dwarsschip
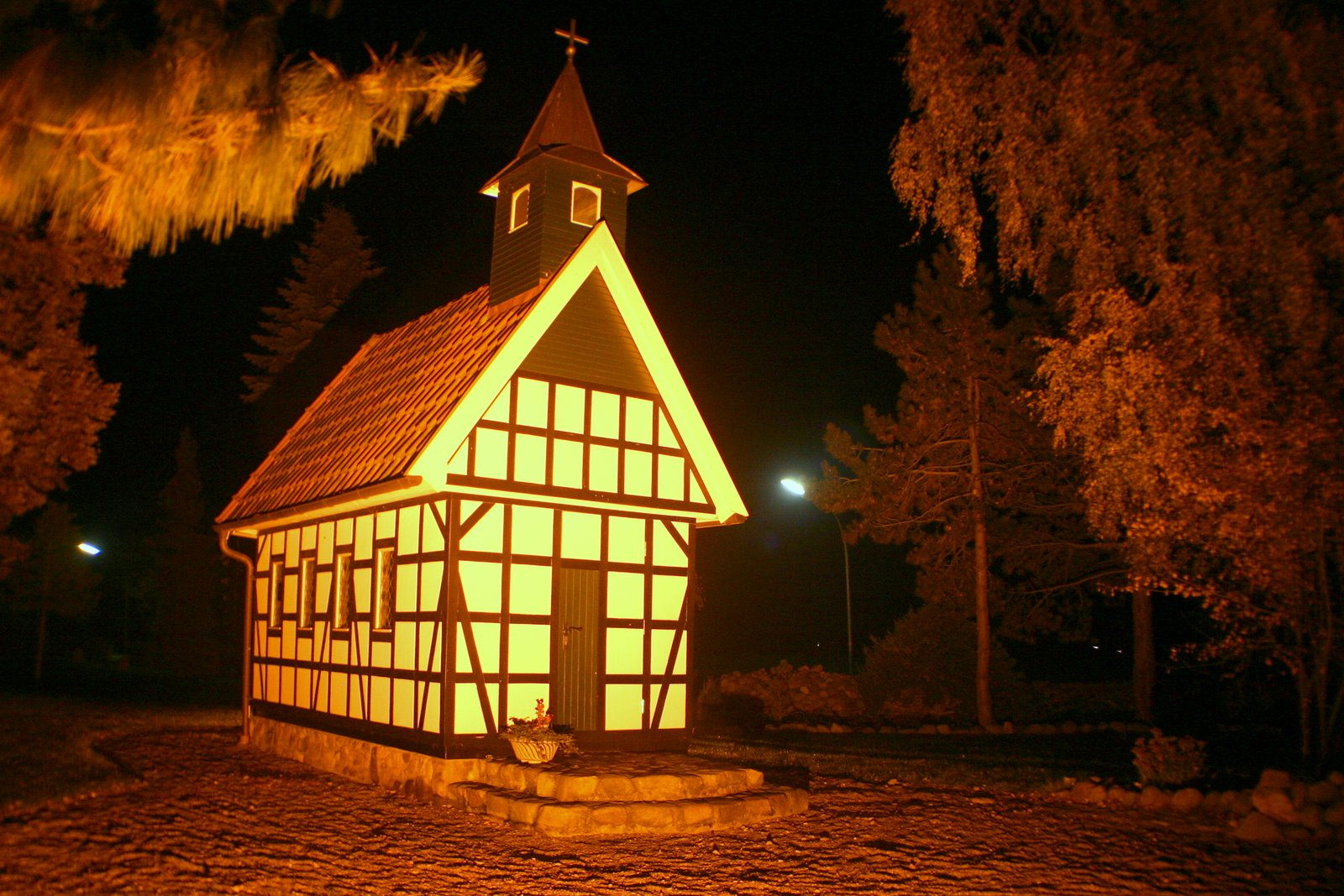
Kapel "Oppenweher neue Klus" bouwjaar 2005; replica op halve grootte van een rond 1930 gesloopte, 17e-eeuwse kapel
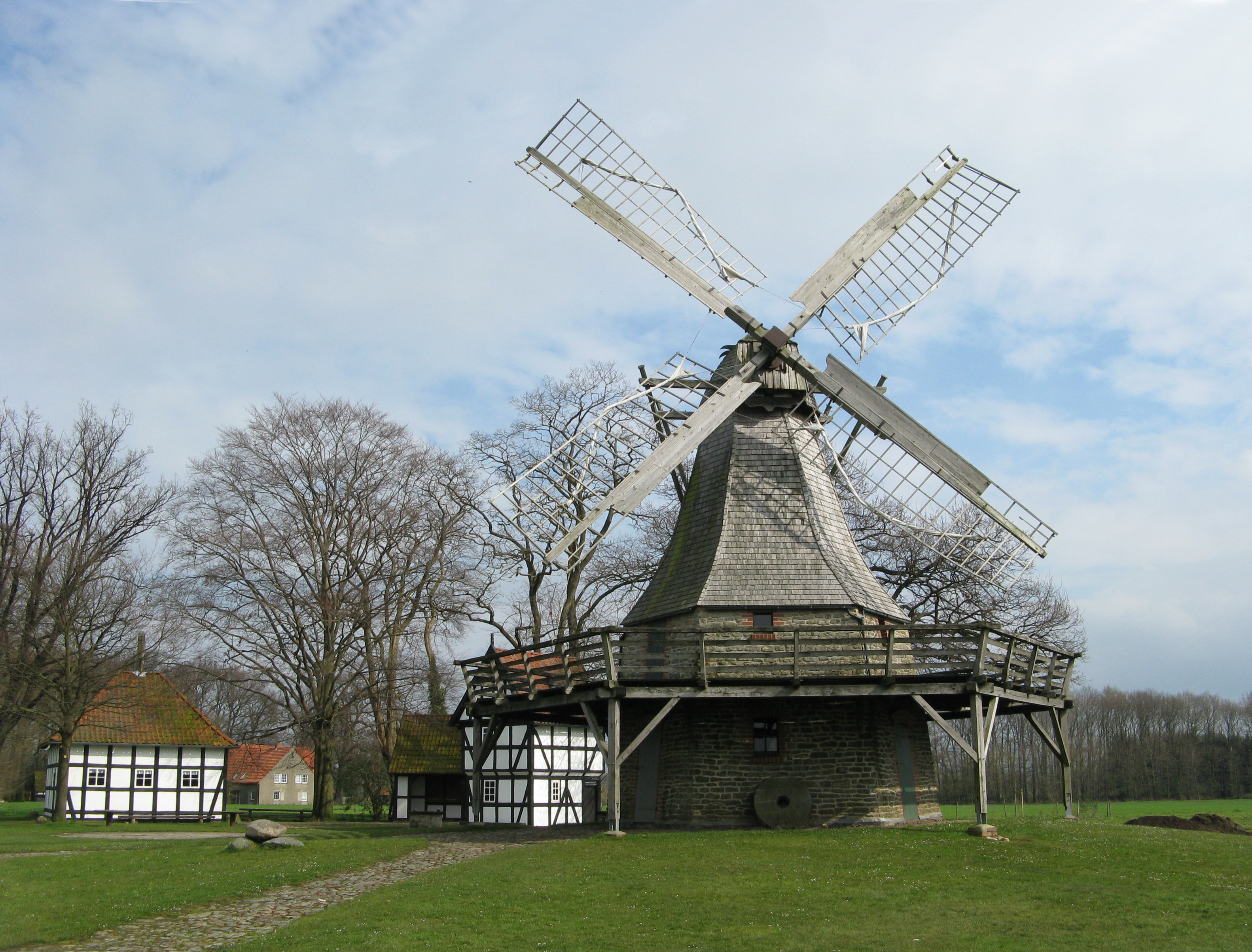
Kolthoff'sche Mühle (molenmuseum) Levern
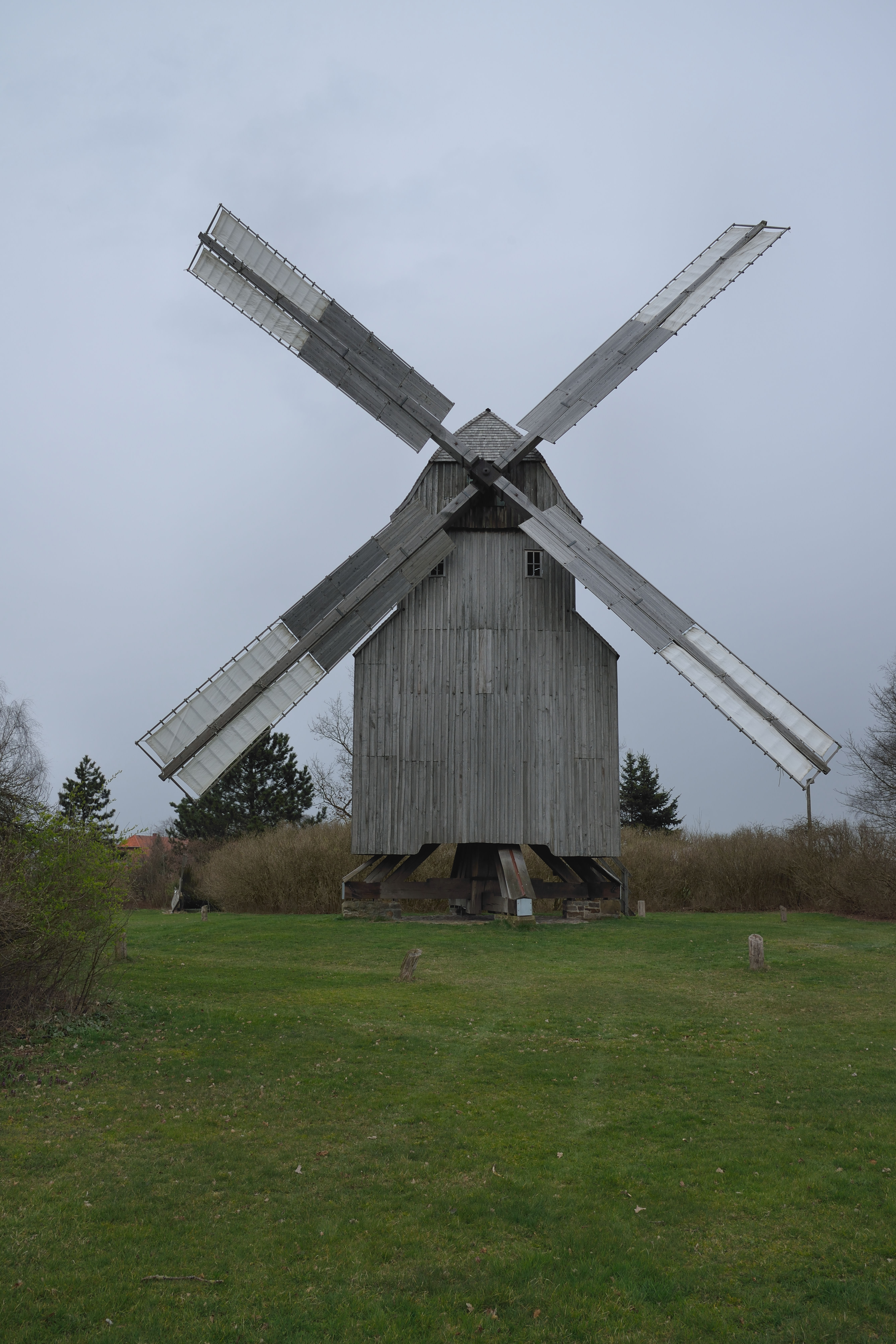
Standerdmolen te Oppenwehe
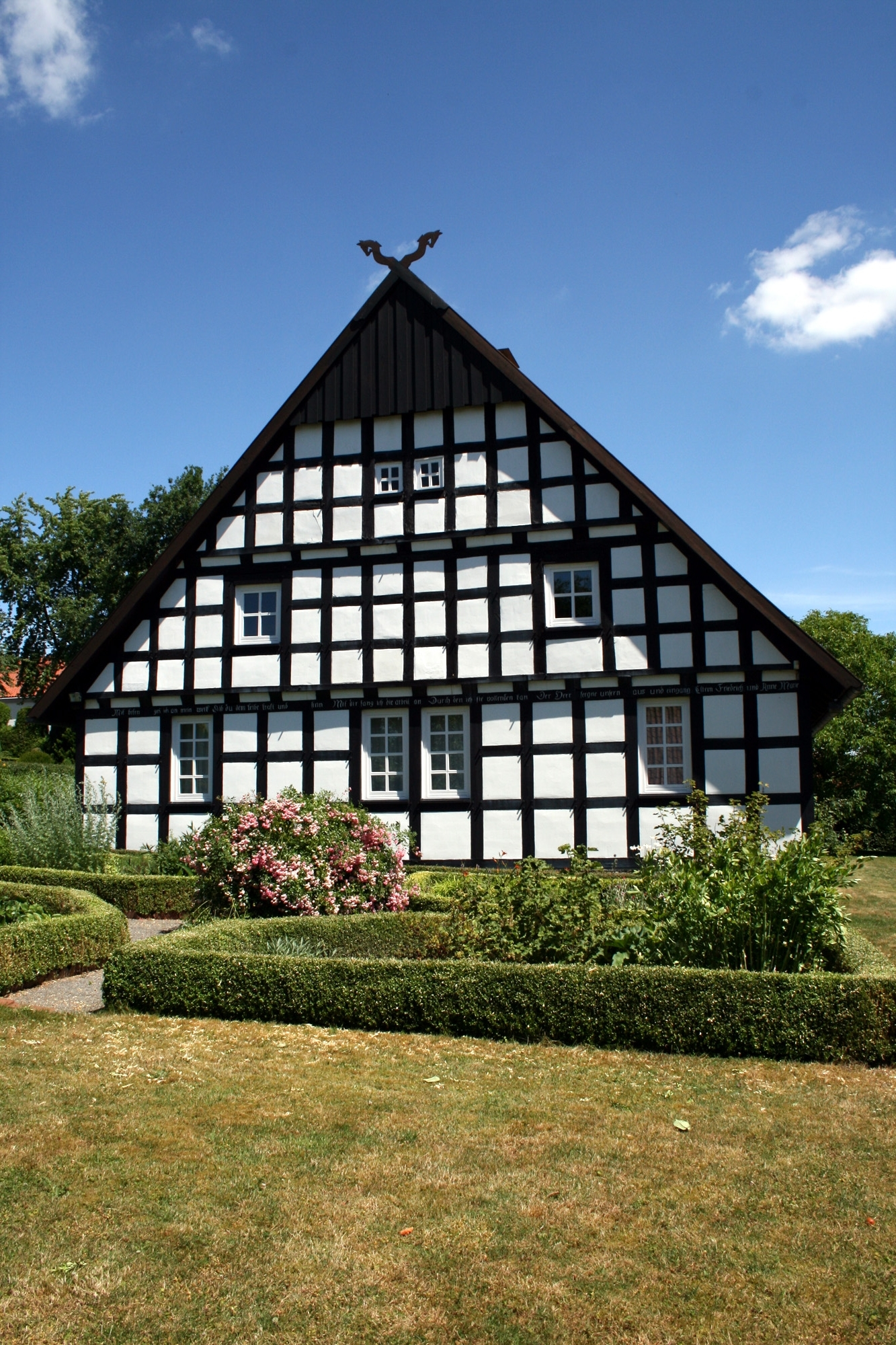
Heimathaus (streekmuseum en dorpshuis) in Wehdem

## Partnergemeente
- Lardy, Frankrijk

## Belangrijke personen in relatie tot de gemeente

### Geboren
- Julius Tielbürger (* 1 oktober 1919 in Stemwede-Oppenwehe; aldaar ook op 3 september 1995 overleden), uitvinder van twee aardappelrooimachines en enige andere, achter tractoren bruikbare landbouw- en schoonmaakwerktuigen